# Liste der Flughäfen und Flugplätze in Madagaskar
Die Liste der Flughäfen und Flugplätze in Madagaskar zeigt die zivilen Flugplätze des afrikanischen Staates Madagaskar, geordnet nach Orten.
| Ort                  | ICAO-Code | IATA-Code | Name des Flughafens             |
| -------------------- | --------- | --------- | ------------------------------- |
| Ambalavao            | FMSA      |           | Flughafen Ambalavao             |
| Ambanja              | FMNJ      |           | Flughafen Ambanja               |
| Ambatolahy           |           | AHY       | Flughafen Ambatolahy            |
| Ambatomainty         | FMMB      | AMY       | Flughafen Ambatomainty          |
| Ambatondrazaka       | FMMZ      | WAM       | Flugplatz Ambatondrazaka        |
| Ambilobe             | FMNE      | AMB       | Flughafen Ambilobe              |
| Amboasary Sud        |           |           | Flughafen Amboasary Sud         |
| Ambodiatafa          |           |           | Flughafen Ambodiatafa           |
| Ambohibary           |           | OHB       | Flughafen Ambohibary            |
| Ambohijanahary       | FMMJ      |           | Flughafen Ambohijanahary        |
| Ambovombe            |           |           | Flughafen Ambovombe             |
| Ambanja              | FMNZ      | IVA       | Flughafen Ambanja               |
| Ampanihy             | FMSY      | AMP       | Flughafen Ampanihy              |
| Amparafaravola       | FMMP      |           | Flughafen Amparafaravola        |
| Analalava            | FMNL      | HVA       | Flughafen Analalava             |
| Andapa               | FMND      | ZWA       | Flughafen Andapa                |
| Andavadoaka          |           | DVD       | Flughafen Andavadoaka           |
| Andriamena           |           | WAD       | Flugplatz Andriamena            |
| Anjajavy             |           |           | Flughafen Anjajavy              |
| Ankarena             | FMMS      | SMS       | Flughafen Sainte Marie          |
| Ankavandra           | FMMK      | JVA       | Flughafen Ankavandra            |
| Ankazoabo            | FMSZ      | WAK       | Flugplatz Ankazoabo             |
| Ankisatra            |           | TZO       | Flughafen Tsimiroro             |
| Antalaha             | FMNH      | ANM       | Flughafen Antsirabato           |
| Antananarivo         | FMMI      | TNR       | Flughafen Antananarivo          |
| Antanimora           |           |           | Flughafen Antanimora            |
| Antsalova            | FMMG      | WAQ       | Flugplatz Antsalova             |
| Antsirabe            | FMME      | ATJ       | Flughafen Antsirabe             |
| Antsiranana          |           |           | Flughafen Antsiranana Andrakaka |
| Antsiranana          | FMNA      | DIE       | Flughafen Antsiranana Arrachart |
| Antsohihy            | FMNW      | WAI       | Flughafen Ambalabe              |
| Arivonimamo          | FMMA      |           | Flughafen Arivonimamo           |
| Bealanana            | FMNB      | WBE       | Flugplatz Ankaizina             |
| Befandriana-Avaratra | FMNF      | WBD       | Flugplatz Befandriana           |
| Bekily               | FMSL      | OVA       | Flughafen Bekily                |
| Belo sur Tsiribihina | FMML      | BMD       | Flughafen Belo sur Tsiribihina  |
| Bemolanga            |           | BZM       | Flughafen Bemolanga             |
| Beroroha             | FMSB      | WBO       | Flughafen Antsoa                |
| Besakoa              |           | BSV       | Flughafen Besakoa               |
| Besalampy            | FMNQ      | BPY       | Flughafen Besalampy             |
| Betainomby           | FMBI      | MBI       | Flughafen Betainomby            |
| Betioky              | FMSV      | BKU       | Flughafen Betioky               |
| Betroka              | FMSE      |           | Flughafen Betroka               |
| Doany                |           | DOA       | Flughafen Doany                 |
| Farafangana          | FMSG      | RVA       | Flughafen Farafangana           |
| Fianarantsoa         | FMSF      | WFI       | Flughafen Fianarantsoa          |
| Fotadrevo            |           |           | Flughafen Fotadrevo             |
| Ifotaka              |           |           | Flughafen Ifotaka               |
| Ihosy                | FMSI      | IHO       | Flughafen Ihosy                 |
| Ilaka                | FMMQ      | ILK       | Flugplatz Atsinanana            |
| Itampolo             |           |           | Flughafen Itampolo              |
| Mahajanga            | FMNM      | MJN       | Flughafen Amborovy              |
| Mahanoro             | FMMH      | VVB       | Flughafen Mahanoro              |
| Maintirano           | FMMO      | MXT       | Flughafen Maintirano            |
| Malaimbandy          | FMMC      | WML       | Flugplatz Malaimbandy           |
| Mampikony            | FMNP      | WMP       | Flugplatz Mampikony             |
| Manakara             | FMSK      | WVK       | Flughafen Manakara              |
| Mananara Nord        | FMNC      | WMR       | Flughafen Mananara Nord         |
| Mananjary            | FMSM      | MNJ       | Flughafen Mananjary             |
| Mandabe              | FMSC      | WMD       | Flugplatz Mandabe               |
| Mandritsara          | FMNX      | WMA       | Flugplatz Mandritsara           |
| Manja                | FMSJ      | MJA       | Flughafen Manja                 |
| Maroantsetra         | FMNR      | WMN       | Flugplatz Maroantsetra          |
| Maromby              |           |           | Flughafen Maromby               |
| Miandrivazo          | FMMN      | ZVA       | Flughafen Miandrivazo           |
| Morafenobe           | FMMR      | TVA       | Flughafen Morafenobe            |
| Morombe              | FMSR      | MXM       | Flughafen Morombe               |
| Morondava            | FMMV      | MOQ       | Flughafen Morondava             |
| Nosy Be              | FMNN      | NOS       | Flughafen Fascene               |
| Port-Bergé           | FMNG      | WPB       | Flugplatz Port-Bergé            |
| Sambava              | FMNS      | SVB       | Flughafen Sambava               |
| Soalala              | FMNO      | DWB       | Flughafen Soalala               |
| Tambohorano          | FMMU      | WTA       | Flugplatz Tambohorano           |
| Tanandava            | FMSN      | TDV       | Flughafen Samangoky             |
| Toamasina            | FMMT      | TMM       | Flughafen Toamasina             |
| Tolagnaro            | FMSD      | FTU       | Flughafen Tolagnaro             |
| Toliara              | FMST      | TLE       | Flughafen Toliara               |
| Tranoroa             |           |           | Flughafen Tranoroa              |
| Tsaratanana          | FMNT      | TTS       | Flugplatz Tsaratanana           |
| Tsihombe             |           |           | Flughafen Tsihombe              |
| Tsiroanomandidy      | FMMX      | WTS       | Flugplatz Tsiroanomandidy       |
| Vangaindrano         | FMSU      | VND       | Flughafen Vangaindrano          |
| Vatomandry           | FMMY      | VAT       | Flughafen Vatomandry            |
| Vohémar              | FMNV      | VOH       | Flughafen Vohémar               |